# فريدة بلغول
فريدة بلغول (بالفرنسية:Farida Belghoul) من مواليد 8 مارس 1958 في باريس،  هي مدرسة وناشطة سياسية فرنسية و أيضًا روائية ومخرجة.
اشتهرت في منتصف الثمانينات كناشطة مناهضة للعنصرية، مما جعلها أقرب إلى اليسار المتطرف.
وقد عرفت منذ 2013 بكفاحها ضد «نظرية النوع الاجتماعي» وهي تقترب في هذا الإطار من اليمين المتطرف.

## السيرة الذاتية

### سنواتها الأولى
فريدة بلغول هي الابنة الكبرى لأسرة فرنسية من أصول جزائرية تسكن في باريس، كان والدها عامل نظافة ووالدتها ربة منزل. وقد التحقت عقب حصولها الشهادة الثانوية، بجامعة باريس 1 حيث درست الاقتصاد.
كانت عضواً في اتحاد الطلاب الاشتراكيين، وقد ترأست دائرة الطلاب الاشتراكيين في جامعة باريس 1 لبعض الوقت. إلا أنها قد تركت الحزب الاشتراكي الفرنسي منذ عام 1981 واتجهت نحو اليسار المتطرف.
بجانب دراستها، مارست بلغول نشاط الإخراج السينمائي حيث أنتجت فيلمين متوسطى الطول حول الهجرة.
وقد تم اختيار فيلمها «رحيل الأب» Le Départ du père ليمثل «الفن السابع» في البانوراما الإبداعي حول موضوع «أطفال الهجرة»، والذي كان موضوع أحد المعارض التي نظمها مركز چورچ بومبيدو عام 1984.

### إحدى رموز الحركة المناهضة للعنصرية
في ديسمبر 1983، شهدت بغلول وصول المسيرة الثانية من أجل المساواة وضد العنصرية والتي سميت «مسيرة البور» "Les Beurs" (الفرنسيون من أصول شمال أفريقية) إلى فرنسا. ومن ثم ناضلت بغلول بنشاط داخل «تجمع الشباب» التي أنشأت في المنطقة الباريسية في خضم هذه الحركة. وقد شاركت بصفتها إحدى منظِمات تلك الجمعية في ندوة أقامتها الحركة المناهضة للعنصرية والداعمة للسلام بين الشعوب (MRAP) حول موضوع «العيش معًا بجميع اختلافاتنا».
وقد استنكرت في مداخلتها ما اسمته «الحق في الاختلاف باعتباره أسلوب مقنع للإقصاء» وقد اختتمت كلامها قائلة: «إذا كان لا بد من شعار فإنني أقترح أن يكون العيش معًا بتشابهاتنا مهما كانت اختلافاتنا»
في الوقت الذي شهدت فيه تجمع شباب فرنسا أزمة، أرادت فريدة بلغول إطلاق مبادرة جديدة لكنها لم تنجح في حشد عدد كافي من الذين شاركوا في مسيرة 1938 فقامت، مع عدد من النشطاء، بإنشاء تجمع جديد ليصبح فيما بعد جمعية كونفرجنس "Convergence 1984".
وقد نظمت هذه الحركة الجديدة في نهاية 1984 مسيرة ثانية طافت أنحاء فرنسا بالدراجات النارية وأطلقت شعار «فرنسا كالدراجة النارية، كي تتحرك يلزمها بعض الخليط».
وقد انضم إلى المسيرة لدى وصولها إلى باريس في الأول من ديسمبر أكثر من 60,000 شخص في ساحة الجمهورية (Place de la République) حيث ألقت بلغول الخطاب الختامي.
غلب على مسيرة 1984 الطابع اليساري المتطرف مقارنة بالمسيرة السابقة. وقد حذر خطاب فريدة بلغول من أخطار الاستيلاء كما ندد بالانتهازية التي يمارسها «مناهضو العنصرية المزيفون» الذين اعتبرتهم غير قادرين على فهم مشكلات الشباب ذوي الأصول المهاجرة. ويلخص المراقب سعيد بوأماما، وهو ناشط لا ينتمي إلى كونفرجنس، هذا الخطاب الذي ندد «بأبوية» المؤسسات والمنظمات اليسارية وكان هذا التنديد هو السمة المميزة للأيدولوجية اللاحقة لحركة البور: تعيب فريدة بلغول على تلك المؤسسات استخدامها للأطفال من أصول مهاجرة من خلال حصارهم في مناقشات مناهضة العنصرية والحشد ضد الجبهة الوطنية (Front National)، وبذلك إغفال النقاش حول العدالة وقضية الهجرة.
استنادًا على حركة البور، ضمت جمعية كونفرجنس 1984 جمعيات وجماعات من الشباب البرتغالي - كان للدعم الذين قدموه دورًا حاسمًا في إنجاح مسيرة 1984 - بالإضافة إلى شباب آسياويين وأفارقة وأنتيليين.
إلا أن الحركة قد فشلت عقب تلك المسيرة حيث رفض بعض النشطاء التوجهات الراديكالية التي تحرص بغلول على أن تطبيع كونفرجنس بها - نادت بغلول آنذاك ب«الحماية الذاتية» للأحياء - بالإضافة إلى رفضها التعاون مع من اعتبرتهم مناهضي العنصرية «المزيفين».
ووفقًا لنادية حثروبي صفصاف محللة تاريخ مناهضة العنصرية في فرنسا، فإن فشل حركة 1984 يرجع إلى افتقارها إلى الخطاب الواضح. وتعتبر حثروبي أن الخطأ يرجع إلى مواقف بغلول التي، رغم دعوة المسيرة الثانية إلى «الاختلاط»، قد تعارضت مع مبدأ «التعايش» الذي نادت به في البداية، وذلك عندما وجهت اللوم لمؤسسات الدعم واصفة إياها بأنها تتصرف «كالاستعماريين الجدد».
فيما بعد احتلت جمعية «أس أو أس راسيزم» "SOS Racisme" الساحة فيما يتعلق بقضية العنصرية، وهي جمعية مقربة من الحزب الاشتراكي.
وتزعم بغلول بأن جوليان دراي وهارلم ديزير قد اتصلا بها عند إنشاء الجمعية وقد عرضا عليها أن تترأسها. وفقًا لبغلول فقد رفضت العرض حتى لا تكون «الفتاة الشمال أفريقية المدللة لحركة أس أو أس».
ويذكر سيرچ مالك في كتابه «القصة السرية لحركة أس أو أس راسيزم» "Histoire secrète de SOS Racisme" أسلوب هارلم ديزير، الذي أصبح القائد الأكثر شهرة إعلاميًا من حركة أس أو أس، في السعي «لمضايقة مهاجري حركة كونفرجنس وقائدتهم فريدة بغلول» عن طريق احتلال ميدان النضال.

### الآداب ومسيرة التدريس
في مواجهة «السحق» الذي تمارسه حركة «أس أو أس راسيزم»، ولاعتبارها أن الحركة المناهضة للعنصرية قد تم الاستيلاء عليها من قبل الحزب الاشتراكي، قررت فريدة بلغول الانسحاب من ميدان النضال.
لاحقًا كرست بغلول حياتها للكتابة فنشرت روايتها "جورجيت!" "!Georgette" عام 1986، والتي حصلت على جائزة هيرمس" "Hérmes" للرواية الأولى: يحكي الكتاب قصة فتاة صغيرة تحتار ما بين ثقافة والديها الجزائرية وتعليمها المدرسي. وقد لقي هذا الكتاب حينئذ نجاحًا منقطع النظير مما جعله يعد أحد أفضل الأعمال الأدبية التي أنتجها "الجيل الثاني من المهاجرين".
إلا أن فريدة بغلول قد رفضت مصطلح «كاتب بور» (أي من أصول مهاجرة من شمال أفريقيا) والذي كان يستعمل في هذا الحين، حيث كانت تفضل، على وجه العدالة، أن يشار إليها بأنها كاتبة فقط لا غير.
في 1992، حصلت بلغول على شهادة CAPES الفرنسية «كفاءة التدريس لمرحلة التعليم الثانوي» من الشعبة الأدبية، ثم قامت بتدريس الأدب والجغرافيا التاريخية  بالمدارس الثانوية المهنية خاصة ليسيه رونسراي بمدينة بزون حيث عينت عام 1996.
وعلى صعيد الحياة الشخصية، تزوجت بلغول وتطورت دينيًا باعتناقها الصوفية.

### عودتها إلى النضال
عام 2007 أجرى حوار مع فريدة بغلول، التي كانت تعمل بالتدريس في ليسيه بزون، وذلك في إطار الفيلم الوثائقي«انقذ من يمكن» "Sauve qui peut": أوضحت بغلول في الحوار سبب إقدامها على سحب أطفالها من المدرسة، وتربيتهم وحدها بإتباع نظام التعليم المنزلي. كما طالبت بغلول بإصلاح المناهج التعليمية.
عام 2008، أجرى حوار مع فريدة بغلول بمناسبة مرور 25 عامًا على مسيرة 1983. في العام ذاته عملت بغلول على مكافحة الرسوب الدراسي من خلال إطلاق «برنامج العلاج التعليمي الفردي المنزلي»le dispositif Remédiation Educative Individualisée à domicile" (REID)".وتهدف هذه المبادرة إلى تقديم دعم فردي للقضاء على الأمية لدى الشباب، إلا أن المشروع لم يرى النور لافتقاره إلى التمويل الكافي.

### كفاحها ضد «نظرية النوع الاجتماعي»
عام 2013 سعت بغلول إلى التقارب مع ألان صورال وجمعيته «المساواة والمصالحة». وقد أوضحت فيما بعد أن رغبتها في مد أواصر العلاقات مع صورال ترجع إلى كراهيتهما المشتركة للأسلوب الذي طالما اتبعه الحزب الاشتراكي في التعامل مع الشباب ذوي الأصول المغربية.
بذلك عادت بغلول إلى أضواء وسائل الإعلام حيث كافحت ما اعتبرته بمثابة إدخال «نظرية النوع الاجتماعي» إلى المدارس.
منذ شهر أكتوبر تقوم بغلول بنشر مقاطع فيديو على الإنترنت للتنديد ببرنامج "L'ABCD de l'égalité" (أساسيات العدالة)، وهو برنامج حول المساواة بين الجنسين أطلقته وزارة التعليم الوطني في سبتمبر 2013، حيث وصفته بأنه «جريمة يتم ارتكابها بحق الأطفال».
كما استنكرت «الخداع» الذي يمارسه الحزب الاشتراكي فيما يتعلق بزواج المثليين مقارنةً إياه بالمناورات التي قام بها الحزب نفسه بشأن النضال ضد العنصرية خلال الثمانينات.
وقد قدم موقع حركة ألان صورال لبغلول منصة تبث من خلالها تسجيلات الفيديو حيث تعرض أطروحتها خاصة فيما يتعلق بما اسمته "الترويج لتوجهات إل جي بي تي LGBT"-وهو ما ربطت بغلول بينه وبين التساهل مع البيدوفيليا- وذلك بهدف تعليم المثلية" للأطفال والقضاء على الفوارق بين الجنسين. وقد تم إعادة إصدار رواية "جورجيت!" من قبل دار كونتر كالتشر النشر (Kontre Kulture) والمملوكة لألان صورال.
يوم 13 ديسمبر 2014، أطلقت بغلول مبادرة «يوم الانسحاب من المدرسة» Journée de retrait de l'école (JRE) ، لدعوة أولياء الأمور لسحب ابنائهم من المدارس ليوم واحد شهريًا اعتبارًا من ديسمبر 2014، وعللت هذا الغياب بالجملة التالية: «هو يوم انسحاب من المدارس من أجل منع نظرية النوع الاجتماعي بالمؤسسات التعليمية». وقد جرت أول مبادرة يوم 24 يناير 2014.
إن نضال مجموعة فريدة بغلول -التي تتهم وزارة التعليم الوطني من خلال تسجيلات الفيديو والمنشورات بالسعي إلى نشر «المثلية الجنسية، والازدواجية الجنسية، والتغيير الجنسي» بالمدارس- يستهدف تحديدًا أوساط المهاجرين وخاصة الجالية المسلمة في فرنسا مما جعل له صدى قوي في الأحياء الشعبية.
إن رسائل جمعية JRE تفترض رغبة وزارة التعليم الوطني في تقديم «دروس استمناء» منذ الحضانة، وتوزيع دمى على شكل العضو الذكري أو المهبل على الأطفال، وتقديم دورات تربية جنسية «مع شرح عملي». كما يدعم الكاتب الساخر ديودوني، المقرب من ألان صورال، فريدة بغلول وذلك بالترويج لمبادرتها JRE. وانتشرت الحملة عبر الرسائل النصية، والبريد الإلكتروني ووسائل التواصل الاجتماعي وتسببت في نسبة غياب بلغت 30% في بعض المدارس.
دفعت هذه الحركة وزير التعليم الوطني حينئذ، فينسنت بيلون، للرد نافيًا وجود أي تعليم مدرسي «لنظرية النوع الاجتماعي» وإدانة «الاستغلال الذي يقوم به المنتمون إلى اليمين المتطرف، المنكرون للحقائق التاريخية، رغبة منهم في نشر الفكرة التي تثير خوف الأهالي وتجرح المعلمين بأن تلك قد تكون وجهة نظرنا.»
في يناير 2014 أطلقت فريدة بلغول مبادرة «عام الفستان» حيث دعت جميع النساء لارتداء الفساتين وترك البناطيل للرجال.
في إبريل، اتهم بعض أعضاء JRE معلمة حضانة في جويه لتور وأندر ولوار بدفع الأطفال إلى التلامس المتبادل فيما بينهم. وقد دفع أعضاء JRE والدة الطفل، وهي من الشيشان، على التقدم ببلاغ.
كما تحدثت بلغول في اجتماع المركز الملكي للعمل الفرنسي خلال الشهر نفسه.
وفي مايو، شاركت في مسيرة "على شرف القديسة چان دارك" بصحبة الجمعية الكاثوليكية التقليدية "سيفيتاس Civitas. كما اقتربت من تجمع "La Manif pour Tous" وساهمت في حشد العديد من الجمعيات الإسلامية الأصولية.
في يونيو تراجعت وزارة التعليم الوطني عن تعميم برنامج "L'ABCD de l'égalité". وعليه، رحبت فريدة بلغول بهذا "الانتصار" الذي أحرزه "التقارب الإسلامي الكثوليكي" وأشادت بدور حلفائها كريستين بوتين، وبياتريس بورجيه، وآلان إسكادا [رئيس سيفيتاس]".
للاستفادة من الزخم الناتج عن يوم «الانسحاب من المدرسة»، أعلنت بلغول في شهر أغسطس إنشاء اتحاد لأولياء الأمور والطلاب باسم «الاتحاد الذاتي لأولياء الأمور الشجعان والملتزمون»Fédération autonome de parents engagés et courageux (FAPEC).
في بداية العام الدراسي 2014، أطلق أعضاء هذا الاتحاد عدة أنشطة واقترحوا فصول مساعدة مدرسية بهدف التأثير على مجالس أولياء الأمور والطلاب. وقد مارس الأعضاء بشكل خاص أسلوب طرق الأبواب في مدينتي سين سان دوني وفال دواز للتعريف بجمعيتهم استعدادًا لانتخابات مجالس أولياء الأمور والطلاب.
في بداية العام الدراسي 2014، وفي حين كانت بلغول في إجازة من عملها التابع لوزارة التعليم الوطني منذ عدة سنوات، تم تعيينها في مدرسة جوستاف إيفل الثانوية بمدينة ارمون.
وبعد فترة قصيرة من العمل هناك قررت أخذ أجازة مرضية سافرت خلالها إلى موسكو لإقامة اتصلات دولية بهدف إنشاء «منظمة دولية للدفاع عن العائلة التقليدية.»
في أكتوبر 2014، تم اتخاذ إجراءات تأديبية ضد بلغول من قبل سلطة التعليم بفرساي التي اتهمتها ب«الإخلال بواجبات الاحتياط والولاء التي تقع على عاتق الموظفين».
وقد كان الدافع وراء تلك الإجراءات هو «يوم الانسحاب من المدرسة»، وأيضًا بسبب نشر بلغول مقالة على الإنترنت استهدفت فيها وزيرة التعليم نجاة فالو بلقاسم حيث أطلقت عليها لقب «السيد نحاة بلقاسم» ووصفتها بأنها «الفتاة المدللة للوبي المتحولين جنسيا ومزدوجي الميول، فهي شابة ومتحمسة بالفعل لأذية الرجال» كما اعتبرت أن تعيينها وزيرة هو بمثابة «إعلان حرب على العائلات في فرنسا»، كذلك اعتبرت بلغول أن تعيين نجاة بلقاسم يستهدفها شخصيًا من خلال «زرع امرأة عربية كشوكة في ظهر امرأة عربية أخرى». وقد طالب المجلس بغلول بتفسير سفرها خلال الإجازة المرضية  وانتهى الأمر بحصولها على تحذير.
من جهة أخرى، كشفت مجلة اكسپرس "L'Express" يوم 6 أكتوبر 2014 بغلول كانت، بين 2008 و2011، خلال فترة إجازتها من التدريس، مرتبطة عن طريق عقد تضامني مدني، بسيدة في العقد التاسع من عمرها، وهي مالكة الجناح الذي تسكنه بغلول في بزون.
يوم 13 أكتوبر، نشر موقع «المساواة والمصالحة» بيانًا لبعض أعضاء تجمع JRE و FAPEC أعلنوا فيه استقالتهم الجماعية بسبب «الاختلافات في تقييم بعض المبادئ الأساسية للأسرة التقليدية وعدم توافق الشخصيات»، ونيتهم تكوين منظمة جديدة.
وكان رد فعل بغلول على ذلك هو التنديد ب«الفئران التي غادرت السفينة» وبحملة التشويه التي طالتها، كما أكدت أن البيان يحتوي على «تزييف» واتهمت آلان صورال بارتكاب «خيانة موضوعية» وطالبت بإجراء مناظرة عامة معه.
يوم 5 مارس 2015، تم التحقيق مع فريدة بلغول ووجهت إليها تهمة «التواطؤ في التشهير»، وذلك ضد معلمة الحضانة التي كانت جمعية JRE قد اتهمتها بدفع الأطفال إلى التلامس فيما بينهم. وقد صدر الحكم يوم 19 مايو 2016، بتغريم بغلول 5000 يورو عن تهمة التواطؤ في التشهير بالإضافة إلى 12000 يورو كتعويضات تدفعها مع المتهمة الأخرى.

## مؤلفاتها
- جورجيت "Georgette" (رواية)، إصدار دار بارول للنشر، 1986، (ISBN 2-7360-0050-1)، طبعة جديدة من إصدار كونتر كالتشر Konter Kulture عام 1986.
- أوبيس 2 "Opus 2" (رواية)، باريس، إصدار دار بارول للنشر، 1999، (ISBN 978-2-7360-0139-1).
- أبي يرتدي سروالاً وأمي ترتدي ثوبًا "Papa porte un pantalon et maman porte une robe" (رسوم هوجو) (كتاب أطفال)، إصدار REID، عام 2014، 52 صفحة، (ISBN 979-1-09-364100-3).

## أفلامها
- إنها السيدة فرنسا التي تفضلها: قصة إخوة من الجيل الثاني "C’est madame la France que tu préfères : histoire d’une fratrie de la seconde génération"، إنتاج ISM، (أربعون دقيقة - 1980).
- رحيل الأب: مهاجر على المعاش يعود إلى البلاد بصحبة ابنته المولودة في فرنسا. "Le Départ du père : un immigré à la retraite rentre définitivement au pays en compagnie de sa fille née en France"، إنتاج مشترك بين بلغول و ISM، (إحدى وأربعون دقيقة - 1984).

### وصلات خارجية
- Notices d'autorité : Fichier d'autorité international virtuel • International Standard Name Identifier • Bibliothèque nationale de France (données) • Système universitaire de documentation • Bibliothèque royale des Pays-Bas
- Site de l'association REID [archive].
- Site de l'initiative « Journée de retrait de l'école » [archive].